# Karl Wilhelm Werner
Karl Wilhelm Werner  (* 26. Juli 1858 in Liegnitz; † 1934 in Görlitz) war ein deutscher Psychiater und Mediziner.
Werner studierte Medizin in Greifswald, Berlin und München und war einer der Assistenten von Hugo von Ziemssen in München. 1883 wurde er promoviert. Nach einem Volontariat an der Irrenanstalt Leubus in Schlesien war er Assistent an der Irren-Heilanstalt Altscherbitz bei Albrecht Paetz. 1886 bis 1894 war er Oberarzt in der Thüringischen Heil- und Pflegeanstalt Roda bei Ludwig Bartens und Adolf Meyer. Ab 1894 war er Direktor der Heil- und Pflegeanstalt Owinsk in Posen. Nach dem Ersten Weltkrieg wurde Owinsk polnisch und Werner wurde von den polnischen Behörden verhaftet und in ein Internierungslager gesteckt, kehrte dann aber wieder auf seinen Posten zurück. 1920 ging er in den Ruhestand.
1905 wurde er Sanitätsrat und 1917 Geheimer Sanitätsrat. 
Er war Autor in der Real-Encyclopädie der gesammten Heilkunde.

## Schriften
- Die Paranoia. Eine Monographie, Stuttgart: Enke 1891